# Patrick Mancini
Patrick Mancini est un acteur français.
Actif dans le doublage, il est entre autres la voix française régulière de Michael C. Hall (notamment Dexter Morgan dans la série Dexter), Shawn Ashmore (dans 7 films, 2 séries et un jeu vidéo), Steve Coogan (dans 8 films) mais également l'une des voix françaises de Ben Stiller, John Cusack, Adrien Brody, Ryan Eggold (dont Blacklist et New Amsterdam), Chad Lowe, Justin Long, Chris Vance et Luke Wilson.

## Biographie
Patrick Mancini a suivi sa formation à l'atelier international de Théâtre Blanche Salant et Paul Weaver avec Philippe Naud et à l'atelier Théâtre Catherine Hérold. Il avait auparavant suivi des cours d'art dramatique au cours Michel Granvale avec Rosa Ruiz et Michel Granvale,, au Théâtre de l'Éclipse avec Christian Jehanin et Odile Locquin,. À la suite de sa formation, il interprète des pièces du répertoire classique, des créations contemporaines et / ou des comédies : Molière, Tchekhov, Feydeau, Sartre, Martin Crimp…
Il s'oriente aussi vers le domaine du doublage et est amené à doubler, entre autres, plusieurs acteurs anglo-saxons tels que Ben Stiller, Adrien Brody, Ethan Hawke, John Cusack, Jake Gyllenhaal, etc.. En 2006, il est choisi pour incarner la voix de Dexter Morgan, interprété par Michael C. Hall dans la série télévisée Dexter et devient par la suite la voix française de ce dernier,,.
Il tourne également pour la publicité et exerce aussi son métier dans le domaine de la voix off : radio, documentaires, publicités, jeux vidéo…

## Théâtre
- Une demande en mariage d'Anton Tchekhov, mise en scène par Tarik Aldouri, Cité Universitaire : le fiancé
- L'École des veuves de Jean Cocteau, mise en scène par la collective : le garde
- George Dandin de Molière, mise en scène par Christian Jéhanin, Théâtre de l'Éclipse : Clitandre
- L'Arlequin de Bergame Commedia dell'arte, de et mise en scène par Yves Le Guillochet, Théâtre de Chelles : Brighella
- Les Fourberies de Scapin de Molière, mise en scène par Henri Lazarini, Théâtre de la Mare au Diable : Géronte
- Pissenlit cherche un ami de et mise en scène par Annie Degay, Théâtre du Point-Virgule : le clown, les animaux (comédie musicale pour enfants)
- Feu la mère de madame de Georges Feydeau, mise en scène par Patrick Massiah, Théâtre de Nesle : Joseph
- L'Étourdi de Molière, mise en scène par Eudes Renant, création à Blois et tournée en région Centre : Anselme
- Starting Blocks de et mise en scène par Luc Tartar, Cirque d'hiver : le livreur, le curé
- Les Boulingrin de Georges Courteline, mise en scène par Patrick Massiah : des Rillettes
- Celui qui pense à mal de et mise en scène par Eudes Renant, Théâtre de Bagnolet : Numéro 3
- Maroc, tristement au cœur de Yoland Simon, mise en scène par Monique Tupin, Festival Terres d'Auteurs, joué à Paris Cité Universitaire, Le Havre… : le coopérant
- Bâtisseurs de cathédrales, d'après la correspondance de Héloïse et Abélard, spectacle chorégraphique de Philippe Riou, Commanderie des Templiers de Chelles, Compagnie Les Passagers : Abélard
- Daï d'Italo Calvino, mise en scène par Philippe Riou, Festival théâtre de rue du Mans, Compagnie Les Passagers : le Diable
- Le Baiser d'Olivier Dague, mise en scène par Frédéric Bault, Festival « Traces de l'Art », Bagnolet : l'homme
- À l'ombre des pigeons en rut d'Olivier Dague, mise en scène par Frédéric Bault, Festival « Traces de l'Art », Bagnolet : Marc
- Le Misanthrope de Molière, mise en scène par Jacques Lorcey, Espace Carpeaux Courbevoie : Clitandre
- Piège pour un homme seul de Robert Thomas, mise en scène par Reya Kumbaraci, Théâtre anglais de Vienne, tournée en Autriche et en Italie : Daniel
- Le Dindon de Georges Feydeau, mise en scène par Jacques Lorcey, Centre Culturel Courbevoie : Jean et le Commissaire
- Dom Juan de Molière, mise en scène par Jacques Lorcey, Espace Carpeaux de Courbevoie : Don Alonse
- Le Malade imaginaire de Molière, mise en scène par Sylvain Lemarié, Théâtre de la Porte St-Martin : Cléante et Monsieur Purgon
- Feu la mère de madame de Georges Feydeau, mise en scène par Philippe Naud : Joseph
- Amour et Piano de Georges Feydeau, mise en scène par Philippe Naud : Baptiste
- Par la fenêtre de Georges Feydeau, mise en scène par Philippe Naud : Hector
- Huis clos de Jean-Paul Sartre, mise en scène par Jean-Camille Sormain, représentations au théâtre anglais de Vienne en Autriche : Garcin
- 2012 : La Campagne de Martin Crimp, mise en scène par Jean-Camille Sormain, Théâtre du Bourg-Neuf, Festival d'Avignon 2012
- 2014-2016 : Un mariage est si vite arrivé de Laurence Bru, mise en scène par Christian Garcia-Reidt et Laurence Bru, Théâtre les Feux de la Rampe (tournée 2015-2016)

## Filmographie

### Cinéma

#### Longs métrages
- 1997 : Quatre garçons pleins d'avenir : Michaël Crawczyk (Aurélien Geneix (l'acteur) / Patrick Mancini (la voix))
- date inconnue : Jonathan de Philippe Braunstein
- date inconnue : Remords posthumes de Thomas Benet
- date inconnue : Histoire à dormir debout de Marie Chevais
- 2001 : Charmant garçon de Patrick Chesnais : le client du restaurant
- 2007 : 9 femmes à Paris de Peter Reinhard : Yves

#### Courts métrages
- Trèfle, piano, cœur, pique de Bérengère Chenin
- Galba de Catherine Lerasle
- Z-Day de Yannick Panarotto
- Flash-Back de Philippe Guillaume et Jean-Pierre Armand
- Ouf de Marc Jan-Jean
- L'Insoumis de Nicolas Romer
- La Vieille Tante de Blandine Bernhard
- Tombée du ciel de Philip Malca
- Louis de Nicolas Cornut
- Pas à pas de Nicolas Mucchielli
- Évidence de Jean-Camille Sormain
- Répétition de Thibault Georgeaud
- 2015 : For Sarah's Love de Frédéric Kofman

### Télévision

#### Téléfilms
- 1992 : Le Silence de l'été de Véronique Aubouy : ?
- 1996 : Adorable petite bombe de Philippe Muyl : le technicien vidéo
- 2001 : Vivre ensemble de Thierry Boscheron : ?
- 2005 : Un prof en cuisine de Christiane Lehérissey : le médecin-pompier
- 2012 : Le Trésor de la Cassandra de Hervé Renoh et Estelle Simon : le pilote

#### Séries télévisées
- 2005 : Commissaire Moulin : le gardien de la paix (saison 7, épisode 1 : Le Pire des cauchemars)
- 2007 : Femmes de loi : le mécanicien PAP Airways (saison 7, épisode 3 : La Fille de l'air)
- 2008 : La Lance de la destinée : Nathan (Giuseppe Soleri l'acteur) / Patrick Mancini (la voix)) (mini-série en 6 épisodes)
- 2012 : Le Jour où tout a basculé : Rémi (saison 3, épisode 16 : Je préfère mon beau-père à mon père (Un secret peut en cacher un autre))

## Doublage

### Cinéma

#### Films
- Steve Coogan dans (8 films) :
  - Amour, Vengeance et Trahison (en) (1998) : Bruce Tick
  - La Nuit au musée (2004) : Octavius
  - La Nuit au musée 2 (2008) : Octavius
  - Elle s'appelle Ruby (2012) : Langdon Tharp
  - Philomena (2013) : Martin Sixsmith
  - La Nuit au musée : Le Secret des Pharaons (2014) : Octavius
  - L'Exception à la règle (2016) : le colonel Nigel Briggs
  - Joker : Folie à deux (2024) : Paddy Meyers

- Shawn Ashmore dans (7 films) :
  - X-Men (2000) : Bobby Drake / Iceberg
  - X-Men 2 (2003) : Bobby Drake / Iceberg
  - The Quiet (2005) : Connor
  - X-Men : L'Affrontement final (2006) : Bobby Drake / Iceberg
  - Mother's Day (2010) : George Barnum
  - Frozen (2010) : Joe Lynch
  - X-Men: Days of Future Past (2014) : Bobby Drake / Iceberg

- Michael C. Hall dans (5 films) :
  - Ultimate Game (2009) : Ken Castle
  - Kill Your Darlings (2013[n 1]) : David Kammerer
  - Juillet de sang (2014) : Richard Dane
  - In the Shadow of the Moon (2019) : Holt
  - Le Monde de John (2021) : Brad

- John Cusack dans (4 films) :
  - City Hall (1996) : le député maire Kevin Calhoun
  - Le Maître du jeu (2003) : Nicholas Easter
  - War, Inc. (2008) : Hauser
  - Le Spa à remonter dans le temps 2 (2015) : Adam

- Ben Stiller dans (4 films) :
  - Mary à tout prix (1998) : Ted
  - The Suburbans (2000) : Jay Rose
  - Permanent Midnight (2001) : Jerry Stahl[n 2]
  - Dodgeball ! Même pas mal ! (2004) : White Goodman

- Andreas Schmidt dans (4 films) :
  - Conamara (2000) : Axel
  - Rêve de gloire (2004) : Winnie
  - Un été à Berlin (2005) : Ronald
  - Neandertal (2006) : Rudi

- Campbell Scott dans :
  - Innocent (1993) : Leonard Markham
  - Love Dance (1995) : Gabriel
  - Duma (2005) : Peter

- John Turturro dans :
  - Clockers (1995) : l'inspecteur Larry Mazilla
  - Inside Job (2003) : Harry
  - Panique à Hollywood (2008) : Dick Bell

- Adrien Brody dans :
  - Oxygen (1999) : Harry
  - Le Village (2004) : Noah Percy
  - Une arnaque presque parfaite (2008) : Bloom

- Luke Wilson dans :
  - La Famille Tenenbaum (2001) : Ritchie Tenenbaum
  - Le Tour du monde en quatre-vingts jours (2004) : Orville Wright
  - Hoot (2006) : l'officier David Delinko

- Danny Dyer dans :
  - Rouge à lèvres et arme à feu (2001) : Danny
  - The Football Factory (2004) : Tommy Johnson
  - Dead Man Running (2009) : Bing

- Justin Long dans :
  - Jeepers Creepers 2 (2004) : Darry
  - Die Hard 4 : Retour en enfer (2007) : Matt Farrell
  - Trop loin pour toi (2010) : Garrett

- Michiel Huisman dans :
  - World War Z (2013) : Ellis, un soldat survivant de la base de Hampshire
  - Adaline (2015) : Ellis Jones
  - Mon âme sœur (2018) : Sam

- Loren Dean dans :
  - Bienvenue à Gattaca (1997) : Anton Freeman
  - Ad Astra (2019) : Donald Stanford

- Chris Kattan dans :
  - Monkeybone (2001) : Organ Donor Stu
  - Le Jackpot de Noël (2007) : Leo Cardoza

- Jake Gyllenhaal dans :
  - Le Jour d'après (2004) : Sam Hall
  - Jiminy Glick in Lalawood (2005) : lui-même

- Alessandro Nivola dans :
  - L'Enlèvement (2004) : Tim Hayes
  - Kraven the Hunter (2024) : Aleksei Sytsevich / le Rhino

- Edward Burns dans :
  - Un coup de tonnerre (2005) : Travis Ryer
  - Conspiracy (2009) : John Reed

- Troy Garity dans :
  - Sunshine (2007) : Harvey
  - Ma mère, ses hommes et moi (2009) : Becker

- Joel David Moore dans :
  - Avatar (2009) : Norm Spellman
  - Avatar : La Voie de l'eau (2022) : Norm Spellman

- Pablo Derqui dans :
  - Les Yeux de Julia (2010) : Angel / le faux Iván
  - Dos (2021) : David

- Paul Schneider dans :
  - De l'eau pour les éléphants (2011) : Charlie O'Brien
  - The Babymakers (2012) : Tommy Macklin

- Iddo Goldberg dans :
  - La Femme du Gardien de zoo (2017) : Maurycy Fraenkel
  - Anon (2018) : Joseph Kenik

- James D'Arcy dans :
  - Dunkerque (2017) : le colonel Winnant du CEB
  - Oppenheimer (2023) : Patrick Blackett

- 1994 : L'Amour en équation : Ed Walters (Tim Robbins)
- 1994 : Radioland Murders : Roger Henderson (Brian Benben)
- 1995 : Guillaumet, les ailes du courage : Henri Guillaumet (Craig Sheffer)
- 1996 : Le Journal de Luca : Luca (Roberto Zibetti)
- 1996 : Le Fan : Manny (John Leguizamo)
- 1996 : Escroc malgré lui : Ramon (Felix Pire)
- 1997 : The House of Yes : Anthony Pascal (Freddie Prinze Jr.)
- 1997 : Breast Men : Dr Christopher Saunders (David Schwimmer)
- 1997 : Prince Vaillant : le prince Vaillant (Stephen Moyer)
- 1997 : Paradis express : Rudi Wurlitzer (Jan Josef Liefers)
- 1997 : Twin Town : Jeremy Lewis (Rhys Ifans)
- 1997 : Parties intimes : lui-même (Howard Stern)
- 1998 : Drôle de couple 2 : Brucey Madison (Jonathan Silverman)
- 1998 : Godzilla : Ed, l'ingénieur WIDF (Nicholas J. Giangiulio)
- 1998 : I Love L.A. : Richard (David Tennant)
- 1998 : Couvre-feu : l'expert des empreintes (David Costabile)
- 1999 : En direct sur Ed TV : New York Guy (Lombardo Boyar)
- 1999 : Passé virtuel : Jason Whitney / Jerry Ashton (Vincent D'Onofrio)
- 1999 : Fight Club : Walter (David Lee Smith)
- 2000 : The Patriot : Dan Scott (Donal Logue)
- 2000 : Bangkok, aller simple : Jason (Paul Walker)
- 2000 : Ordinary Decent Criminal : Maître McHale (Conor Mullen)
- 2000 : Born Romantic : Eddie (Jimi Mistry)
- 2000 : Endiablé : Bob (Paul Adelstein)
- 2000 : Les Opportunistes : Michael « Mikey » Lawler (Peter MacDonald)
- 2000 : Pitch Black : Paris P. Ogilvie (Lewis Fitz-Gerald)
- 2000 : Vertical Limit : Cyril Bench (Steve Le Marquand)
- 2001 : Pearl Harbor : capitaine Danny Walker (Josh Hartnett)
- 2001 : Docteur Dolittle 2 : Bandit, le 2e chien et l'animal de la forêt (Jamie Kennedy) (voix)
- 2001 : Fast and Furious : le pilote rasta (David Douglas) et voix additionnelles
- 2002 : La Chute du faucon noir : voix additionnelles
- 2002 : L'Amour extra-large : Ralph Owens (Zen Gesner)
- 2002 : Le Projet Laramie : Moises Kaufman (Nestor Carbonell)
- 2002 : Infidèle : Bill Stone (Chad Lowe)
- 2002 : Autour de Lucy : Doug (John Hannah)
- 2002 : Le Rideau final : Dave Turner (Aidan Gillen)
- 2002[n 3] : Nicholas Nickleby : M. Folair (Alan Cumming)
- 2002 : Arac Attack, les monstres à huit pattes : Norman (David Earl Waterman)
- 2002 : xXx : ? (?)
- 2003 : Ivresse et Conséquences : Paul Coleman (Jason Lee)
- 2003 : Bad Boys 2 : Floyd Poteet (Michael Shannon)
- 2003 : Le Médaillon : le professeur d'archéologie (Howard Gibbins)
- 2003 : S.W.A.T. unité d'élite : l'officier David Burress (Reed Diamond)
- 2003 : Attraction fatale : Burger Bar Manager (Jonathan Kydd) et Detective 2 (Michael Nardone)
- 2004 : Man on Fire : Samuel Ramos (Marc Anthony)
- 2004 : Jeepers Creepers 2 : le jeune visitant le Creeper (Marshall Cook)
- 2004 : Crazy Kung-Fu : Beignet (Zhi Hua Dong)
- 2004 : Les Vacances de la famille Johnson : Stan (Christopher B. Duncan)
- 2005 : I, Robot : la voix du robot NS5 (Scott Heindl)
- 2005 : Le Territoire des morts : Charlie (Robert Joy)
- 2005 : Be Cool : Shotgun (Seth Green)
- 2005 : La Légende de Zorro : Guillermo Cortez (Gustavo Sánchez Parra)
- 2006 : Le Diable s'habille en Prada : Christian Thompson (Simon Baker)
- 2006 : Big Mamma 2 : agent Kevin Kennelly (Zachary Levi)
- 2006 : Blackout : Broken Nose (Greg Kinnear)
- 2006 : Confetti : Josef (Stephen Mangan)
- 2007 : 7 h 58 ce samedi-là : Hank (Ethan Hawke)
- 2007 : Aliens vs. Predator: Requiem : Tim (Sam Trammell)
- 2008 : Délire Express : Saul Silver (James Franco)
- 2008 : Redbelt : Bruno Silva (Rodrigo Santoro)
- 2008 : The Echo : Bobby (Jesse Bradford)
- 2009 : Démineurs : le spécialiste Owen Eldridge (Brian Geraghty)
- 2009 : La Montagne ensorcelée : voix additionnelles
- 2009 : Hierro : Matías (Javier Mejía[n 4])
- 2010 : Millénium 2 : La Fille qui rêvait d'un bidon d'essence et d'une allumette : Paolo Roberto (Paolo Roberto)
- 2011 : Green Lantern : Thomas Kalmaku (Taika Waititi)
- 2012 : Jason Bourne : L'Héritage : le colonel Eric Byer (Edward Norton)
- 2012 : Argo : Brice (J. R. Cacia)
- 2013 : Foxfire, confessions d'un gang de filles : le directeur des poursuites (Christian Lloyd)
- 2013 : Passion : le procureur (Benjamin Sadler)
- 2013 : Effets secondaires : Dr Jonathan Banks (Jude Law)
- 2013 : Rush : le mécanicien BRM (James Sives)
- 2013 : Iron Man 3 : Gary, le caméraman (Adam Pally)
- 2013 : Le Monde fantastique d'Oz : voix additionnelles
- 2014 : Monuments Men : Sam Epstein (Dimitri Leonidas)
- 2014 : Brick Mansions : le maire (Bruce Ramsay)
- 2014 : American Nightmare 2: Anarchy : Roddy (Niko Nicotera)
- 2014 : Les Poings contre les murs : Dennis Spencer (Peter Ferdinando)
- 2015 : Enfant 44 : Ivan Sukov (Nikolaj Lie Kaas)
- 2015 : Les Suffragettes : Benedict Haughton (Samuel West)
- 2015 : Star Wars, épisode VII : Le Réveil de la Force : voix additionnelles
- 2016 : Le Fondateur : Leonard Rosenblatt (Andrew Benator)
- 2016 : Lowriders : Francisco "Ghost" Alvarez (Theo Rossi)
- 2017 : War Machine : Simon Ball (Daniel Betts)
- 2017 : T2 Trainspotting : l'avocat de Francis Begbie (Steven Robertson)
- 2017 : D'abord, ils ont tué mon père : voix additionnelles
- 2018 : The Front Runner : un journaliste [Qui ?]
- 2018 : Bienvenue à Marwen : Mark Hogancamp / Cap'n Hogie (Steve Carell)
- 2018 : Gentlemen cambrioleurs : le manager (Ben Willbond (en))
- 2019 : Inside Man: Most Wanted : ? (?)
- 2020 : I'm Your Woman : ? (?)
- 2022 : A Jazzman's Blues : Ira (Ryan Eggold)
- 2024 : Scoop : Stewart Maclean (Richard Goulding (en))
- 2025 : The Alto Knights : Edwin Barry (Todd Covert)

#### Films d'animation
- 1994[n 5] : Pompoko : Ponkichi
- 2002 : Spirit, l'étalon des plaines : voix additionnelles
- 2009 : Battle for Terra : Senn[n 6]
- 2022 : La Nuit au musée : Le Retour de Kahmunrah : Octavius

### Télévision

#### Téléfilms
- Jan Josef Liefers dans :
  - Des parents sur mesure (1999) : Roger Leonhard
  - Un koala, mon papa et moi (2006) : Thomas Löwe
  - Au cœur de la tempête (2007) : Markus Abt
  - Pouvoir et Séduction (2008) : Laurens Wagner

- Mark Famiglietti dans :
  - Ton bébé m'appartient (2017) : David
  - Souviens-toi ou tu périras (2018) : Lyle
  - La Sœur disparue (2019) : Dev
  - Coup de foudre à Sand Dollar Cove (2019) : Tate Johnson

- Campbell Scott dans : 
  - L'Échoppe des horreurs (1998) : Ben Carlyle
  - Les Derniers Jours de la Terre (2007) : William Phillips

- David Julian Hirsh dans :
  - Twist of Faith (2013) : Jacob Fisher
  - Coup de foudre à Paris (2017) : Trent Greer

- 1996 : Shaughnessy, the Iron Marshall : Tommy Shaughnessy (Matthew Settle)
- 1997 : Harcèlement mortel : Adam (Rob Estes)
- 2002 : Kung Pow : Chosen One (Steve Oedekerk)
- 2007 : Masters of Horror 2 : Une famille recomposée : David Fuller (Matt Keeslar)
- 2007 : Le Boxeur et la Coiffeuse : le gardien de prison (Andreas Schmidt)
- 2007 : Le Passé pour cible : Colin Sommerville (Sean Gallagher)
- 2010 : La Mort sous silence : Roland Sturm (Christoph Zadra)
- 2012 : Mes parrains sont magiques, le film : Grandis Timmy : Jorgen von Strangle (Mark Gibbon)
- 2014 : Lizzie Borden a-t-elle tué ses parents ? : Andrew Jennings (Billy Campbell)
- 2016 : Une inquiétante infirmière : Marco (Matthew MacCaull)
- 2022 : Coup de foudre et amnésie : Kevin (Steve Byers)
- 2022 : La Peur entre les murs : Kyle (Thomas Gipson) et Ethan [Qui ?]
- 2022 : Le Nounou de Noël : Jason DeVito (George Krissa)

#### Séries télévisées
- Michael C. Hall dans (5 séries) : 
  - Dexter (2006-2013) : Dexter Morgan (96 épisodes)
  - Safe (2018) : Tom Delaney (8 épisodes)
  - Shadowplay (2020) : Tom Franklin
  - Dexter: New Blood (2021-2022) : Dexter « Dex » Morgan / Jim Lindsay (mini-série en 10 épisodes)
  - Dexter : Les Origines (depuis 2024) : Dexter Morgan (plus âgé) (apparence, épisode 1) et le narrateur (voix, épisodes 1 à 10)

- Chad Lowe dans (5 séries) :
  - Bones (2009) : Brandon Casey (saison 4, épisode 17)
  - Pretty Little Liars (2010-2017) : Byron Montgomery (81 épisodes)
  - Rizzoli and Isles (2016) : Charlie Douglas (saison 6, épisode 14)
  - Supergirl (2017-2020) : Thomas Coville (8 épisodes)
  - 9-1-1: Lone Star (2022) : Robert Strand (saison 3, épisode 16)

- Chris Vance dans : 
  - Prison Break (2007-2008) : James Whistler (14 épisodes)
  - Mental (2009) : Dr Jack Gallagher (13 épisodes)
  - Burn Notice (2010) : Mason Gilroy (5 épisodes)

- Ben Bass dans :
  - Rookie Blue (2010-2015) : Sam Swarek (74 épisodes)
  - Casual (2016) : Harry (2 épisodes)
  - Pretty Hard Cases (2022) : Brad Michaels (10 épisodes)

- Ryan Eggold dans : 
  - Blacklist (2013-2018) : Thomas « Tom » Keen (89 épisodes)
  - The Blacklist: Redemption (2017) : Thomas « Tom » Keen (8 épisodes)
  - New Amsterdam (2018-2023) : Dr Max Goodwin (89 épisodes)

- Shawn Ashmore dans :
  - La Prophétie du sorcier (2006) : Ged des Dix Aulnes (mini-série en 2 épisodes)
  - Quantum Break (2016) : Jack Joyce (mini-série en 4 épisodes)

- David Julian Hirsh dans :
  - Weeds (2012) : le rabbin David Bloom (7 épisodes)
  - Rosewood (2016) : Dr Kipley Reed (saison 1, épisode 15)

- Iddo Goldberg dans :
  - Salem (2014-2017) : Isaac Walton (36 épisodes)
  - Supergirl (2015) : Red Tornado / T. O. Morrow (saison 1, épisode 6)

- Finn Jones dans : 
  - Iron Fist (2017-2018) : Danny Rand / Iron Fist (23 épisodes)
  - The Defenders (2017) : Danny Rand / Iron Fist (8 épisodes)

- 1996 : Central Park West : Peter Fairchild (John Barrowman)
- 1998 : De la Terre à la Lune : James McDivitt (Conor O'Farrell) (4 épisodes - mini-série)
- 2004 : À la Maison-Blanche : Ryan Pierce (Jesse Bradford)
- 2006-2012 : Weeds : plusieurs voix additionnelles[Lesquelles ?]
- 2007 : Thief : Vincent Chan (Will Yun Lee) (mini-série)
- 2008 : The Company : Leo Kitzsky (Alessandro Nivola)
- 2009 : Lie to Me : le garde du corps (Brian Tee) (saison 1, épisode 4)
- 2010 : Defying Gravity : Ajay Sharma (Zahf Paroo)
- 2010 : Shattered : inspecteur Ben Sullivan (Callum Keith Rennie)
- 2011 et 2013 : Borgia : Michelotto Corella (Petr Vanek) (saisons 1 et 2)
- 2012 : Les Enquêtes de Murdoch : Dr Darcy Garland (Jonathan Watton) (saison 4)
- 2013[n 1] : Mom : Adam (Justin Long) (3 épisodes, saison 1)
- 2014 : Mob City : Bugsy Siegel (Edward Burns) (6 épisodes, unique saison)
- 2014 : Those Who Kill : Dr Thomas Schaeffer (James D'Arcy)
- 2014 : Fargo : M. Numbers (Adam Goldberg) (saison 1)
- 2015 : Episodes : lui-même (David Schwimmer) (saison 4, épisode 5)
- 2017 : Taboo : Dr Edgar Dumbarton (Michael Kelly) (mini-série)
- 2019 : Looking for Alaska : ? (?) (mini-série)
- 2022 : Mes parrains sont magiques : Encore + magiques : Jorgen Von Strangle (Daran Norris) (voix)
- 2024 : Je peux te dire un secret ? : Matthew, le stalker [Qui ?] (mini-série)
- 2025 Sandman : Barnabas (Steve Coogan) (saison 2)

#### Séries d'animation
- 1994-1996 : Gargoyles, les anges de la nuit : Tony Dracon
- 1997 : Barbe-Rouge : Éric Lerouge (création de voix)
- 1998 : Michel Strogoff : voix additionnelles (création de voix)
- 1999 : Les Globulyss : voix diverses (création de voix)
- 2001-2017 : Mes parrains sont magiques : Jorgen von Strangle (2e voix)[n 7], Mami Boum Boum, le chef de la police et CC le dragueur
- 2003 : Jimmy Neutron : le père de Carl et Pompoko[1]
- 2004 : Totally Spies! : Tyresias (épisode 51) et Seth (épisode 52) (création de voix)
- 2005-2008 : Avatar, le dernier maître de l'air : Hahn, Maître Yu, le roi de la Terre Kuei, Due, un garde, Piandao (1re voix) et le roi Bumi (2e voix)
- 2008-2015 : Les Pingouins de Madagascar : Mason, l'un des singes[n 8] et Bada le gorille
- 2009 : Monsieur Bébé (en) : le papa (création de voix)
- 2016 : Bob l'éponge : voix additionnelles
- 2024 : Mes parrains sont magiques : Un nouveau souhait (en) : Jorgen von Strangle[n 7], le père du Temps (en) et Pou-A 3

### Jeux vidéo
- 1999 : Star Wars, épisode I : La Menace fantôme : Obi-Wan Kenobi
- 2000 : X-Men : Bobby Drake / Iceberg
- 2001 : Shrek : Shrek, Spider-Man
- 2005 : Jade Empire : Ru
- 2005 : Madagascar : Alex, le lion[n 9],[6]
- 2006 : Neverwinter Nights 2 : voix additionnelles
- 2007 : Halo 3 : voix additionnelles
- 2007 : Mass Effect : Elias Keeler
- 2009 : Dragon Age: Origins : Tamlen
- 2009 : Risen : Caspar
- 2009 : Halo 3: ODST : Romeo
- 2009 : Assassin's Creed II : Ugo, de la Guilde des voleurs de Venise, un proche de Rosa et Antonio / frère O'Callahan, moine irlandais de Romagne, à Forlì
- 2009 : James Cameron's Avatar: The Game : voix additionnelles
- 2010 : Mass Effect 2 : Kenneth Donnelly
- 2013 : Lego Marvel Super Heroes : Captain America, Œil-de-Faucon, Jarvis, Deadpool
- 2014 : Lego Batman 3 : Au-delà de Gotham : Adam West, Green Loontern
- 2014 : Professeur Layton vs. Phoenix Wright: Ace Attorney : le procureur Flipet, voix additionnelles
- 2016 : Quantum Break : Jack Joyce[n 10]
- 2017 : Assassin's Creed Origins : Ramessou
- 2017 : Lego Marvel Super Heroes 2 : Iron Fist, Captain America
- 2017 : Wolfenstein II: The New Colossus : voix additionnelles
- 2018 : Spider-Man : voix additionnelles
- 2018 : Spyro Reignited Trilogy : Gnasty Gnorc, voix additionnelles
- 2020 : Death Stranding : Heartman
- 2021 : Far Cry 6 : voix additionnelles
- 2021 : New World : divers personnages
- 2023 : Final Fantasy XVI : ?
- 2025 : Death Stranding 2: On the Beach : Heartman
- 2025 : Mafia: The Old Country : ?

## Voix off

### Radio
- 2016-2021 et depuis 2025 il est la voix antenne masculine de la radio généraliste Europe 1

### Documentaires
- Que lisent les chinois : le narrateur (Arte)
- L'Ivresse des poètes : le narrateur (Arte)
- La Ville de demain : Le Photographe Peter Bialobrzeski : le narrateur (Arte)
- Kent Nagano : Airs d'enfants : le narrateur (Arte)
- L'Usine à rêves socialiste : le narrateur (Arte)
- Une vie de Chimp’ : le narrateur (émission Grandeur Nature, France 2)
- Yasnaïa Poliana, le refuge de Tolstoï : le narrateur (Arte)
- Le Jaguar, chasseur solitaire : le narrateur (Arte)
- Les Parcs nationaux américains : le narrateur (Arte)
- 2005 : L'Enfant volé, le 11e Panchen Lama (voice-over, France 5)
- 2006 : Jonestown, le suicide d'une secte (voice-over)
- 2007 : Opération Homecoming (voice-over, Arte)
- 2011 : Les Larmes des crocodiles de Luc Marescot et Laurent Ballesta : le narrateur (émission Grandeur Nature, France 2)
- 2014 : La Côte Est des États-Unis de Peter Bardehle et Sven Jaax (Les Plages du New Jersey ; Les Coursiers à vélo de Manhattan[n 11]) (Arte)

### Publicités
- Speedy
- Solidays
- Kia
- Ford
- 2011 : Canalsat
- 2012 : La Banque postale
- 2013 : Fiat
- depuis le 21 septembre 2013 : voix off de la présentation de la chaîne Canal+ Séries
- 2014 : IBM : L'Authenticité made with les données (Made with IBM)
- depuis 2015 : Auchan